# Johann Gottlieb Mayer
Johann Gottlieb Mayer, född 10 mars 1763 i Oberpfalz, död 4 april 1835 i Sankta Eugenia katolska församling, Stockholm, var en tysk-svensk oboist.

## Biografi
Mayer, som var elev hos Salvatore Harrington, ersatte denne i Kungliga Hovkapellet 1784, där hans huvudinstrument var oboe. Han lät flera gånger höra sig offentligt med utförande av solonummer på främst oboe, men även glasharmonika, som han behandlade med stor konstnärlighet. Han invaldes som associé av Kungliga Musikaliska Akademien 1815. Han var även medlem av Par Bricole. Från 1792 ingick han i kungliga harmonimusiken.
Mayer gifte sig 25 november 1792 med Christina Magdalena Reiff (död 1829). Den 1 juli 1823 slutade han vid Kungliga Hovkapellet och tog pension. Han avled i maj 1835.
Mayer spelade även som solist på glasharmonika. Som han behandlade med stor konstnärlighet.